# L’Aventure Michelin

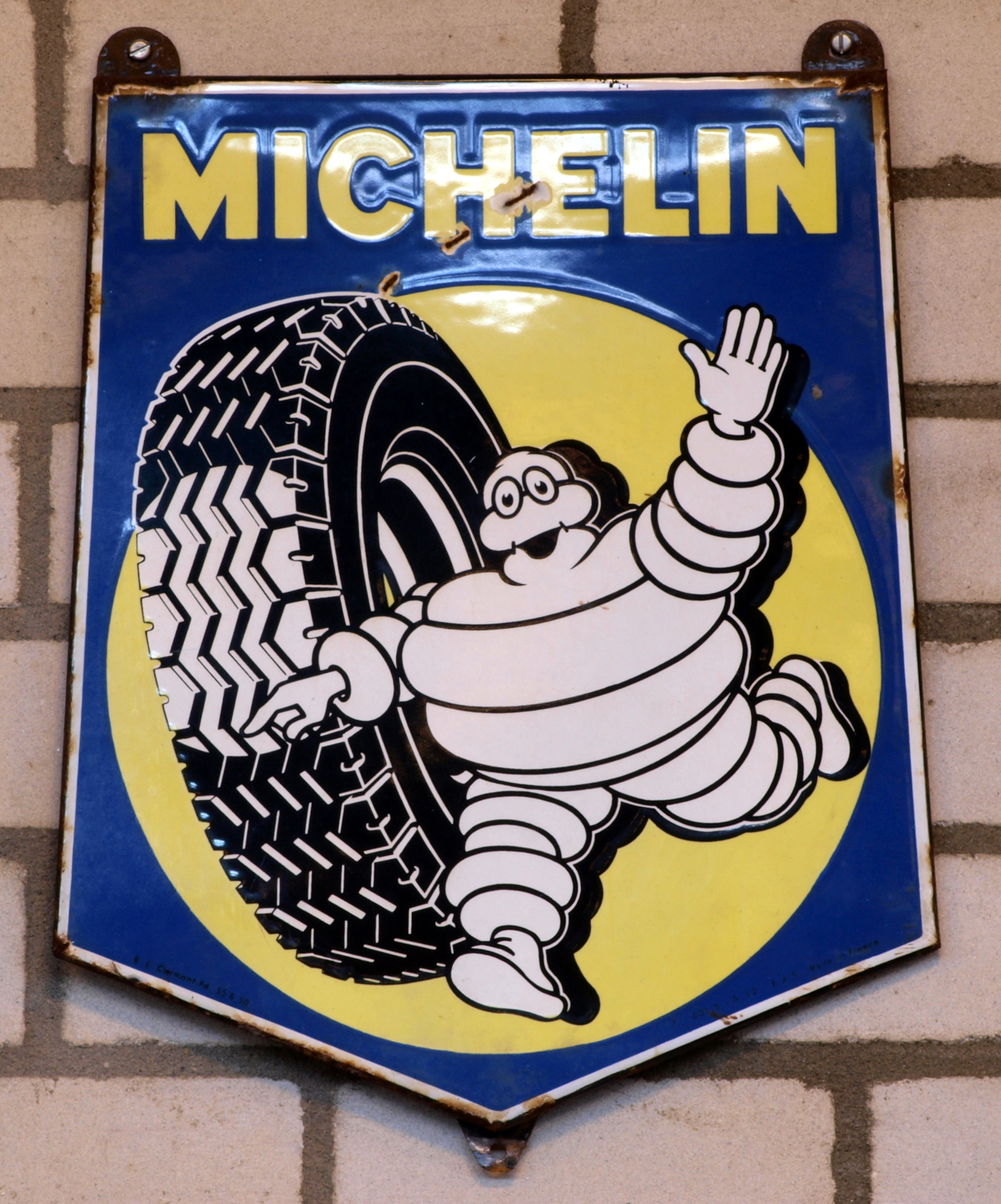
Michelin

Das L’Aventure Michelin ist ein französisches Museum, das der Michelin-Gruppe in Clermont-Ferrand gewidmet ist.
Es wurde am 23. Januar 2009 eingeweiht und erzählt die Geschichte, das Erbe und die Industrieprodukte der Gruppe auf über 2000 m² Fläche.
Das Museum begrüßte 2019 100.000 Besucher.